# Meerane
Meerane ist eine sächsische kreisangehörige Stadt im Nordwesten des Landkreises Zwickau. Sie ist Sitz der Verwaltungsgemeinschaft Meerane-Schönberg. In Meerane entwickelte sich im 19. Jahrhundert eine ausgeprägte Textilindustrie, die das Stadtbild nachhaltig prägte.

## Geographie

### Geographische Lage
Meerane liegt in einem dicht besiedelten Gebiet am Nordwestrand des Erzgebirgischen Beckens an der Grenze zu Thüringen 17 km südlich von Altenburg und ca. 15 km nördlich von Zwickau zwischen der vierspurig ausgebauten B 93 und der Bundesautobahn 4.
Das Meerchen ist das bedeutendste Fließgewässer der Stadt. Dem Bach fließen im Stadtgebiet der Seiferitzer Bach von Süden und der Dittrichbach von Osten zu. Im Südosten der Stadt verläuft nahe der Autobahn die regionale Wasserscheide zwischen der Pleiße und der Zwickauer Mulde.

### Nachbargemeinden
| Gemeinde Ponitz OT Guteborn im Landkreis Altenburger Land im Freistaat Thüringen | Stadt Gößnitz im Landkreis Altenburger Land | Gemeinde Schönberg im Landkreis Zwickau |
| Stadt Crimmitschau im Landkreis Zwickau                                          | Kompassrose, die auf Nachbargemeinden zeigt | Gemeinde Remse im Landkreis Zwickau     |
|                                                                                  | Gemeinde Dennheritz im Landkreis Zwickau    | Stadt Glauchau                          |

### Stadtgliederung
Zu Meerane gehörten die Gemeindeteile Crotenlaide, Dittrich, Götzenthal, Seiferitz und Waldsachsen. Am 1. März 2011 wurden sie gestrichen. Meerane führt nun – wie weitere 45 sächsische Gemeinden – keine regionale Gliederung mehr.

## Geschichte

### 10. bis 13. Jahrhundert
Meerane wurde vermutlich im 10. Jahrhundert als Grenzort zwischen den sorbischen Distrikten und gegenüber dem erweiterten Reichsgebiet des Ostfrankenreiches unter Heinrich I. gegründet. Das wendische (sorbische) Wort „Mer“ hat die Bedeutung „Grenze“. Der Ort „Mer“ lag zu dieser Zeit knapp östlich der in Nord-Süd-Richtung verlaufenden Reichsstraße „via imperii“, die in diesem Abschnitt von Altenburg über Ponitz nach Zwickau führte. Für die Meeraner Kirche ist als frühestes Datum das Jahr 1005 überliefert, d. h., die Christianisierung des Gebiets hat sich bis spätestens Ende des 10. Jahrhunderts durchgesetzt. Dass der Ort bereits zuvor von religiöser Bedeutung war, belegt ein im Jahre 1790 in Meerane gefundener Opfertisch, der ins 10. oder 11. Jahrhundert datiert wird und den Kult der sorbischen Gottheit Crodo (Krodo) belegt. Der Stein befindet sich seit 1998 im Hof des Alten Rathauses.
Die urkundliche Ersterwähnung von Meerane steht im Zusammenhang mit dem Tod des böhmischen Königs Wladislaw II., der im Januar 1174 nach nur viermonatigem Aufenthalt auf der Burg Mare (Mer) starb. Der Premyslide Wladislaw II. war im Jahr 1172 abgesetzt und zum Exil gezwungen worden, nachdem er ohne Zustimmung des Kaisers Friedrich Barbarossa und des böhmischen Adels zugunsten seines Sohnes Friedrich (Bedřich) auf seinen Thron verzichtet hatte. Er ging nach Thüringen auf die Güter seiner zweiten Frau Judith von Thüringen, die eine Tochter des Landgrafen von Thüringen Ludwigs I. war. Zwei Jahre später starb er auf Judiths Hochzeitsgabe, der Burg Meerane, ohne dass er die Thronbesteigung seines Sohnes Ottokar Přemysl erlebt hätte. Judith von Thüringen verließ Prag und erhielt nach dem Tod ihres Mannes und der Thronbesteigung des Premysliden Sobieslaw II., des Vetters ihres Mannes, die Herrschaft Meerane als Witwensitz.
Meerane wurde 1361 als Oppidum de Mare und 1405 als Städtlein bezeugt. Viele verschiedene Namen gab es in der Folgezeit für die entstehende Siedlung rund um die sagenhafte Burg Mare: Mehir, Mera, Mheraw (1525) oder Mherann, bevor 1852/53 per Stadtratsbeschluss die Schreibweise Meerane festgelegt wurde. Nach aktueller Darstellung der Stadt Meerane (2024) ist der Herkunft des Ortsnamens bis heute nicht ganz geklärt. Insbesondere für die auffälligen Schreibungen mit -h- im Inlaut fehlen bisher etymologische Erklärungen.

#### Burg und Herrschaft Meerane
Die Meeraner Burg ist eine abgegangene Burg (Burgstall), da von ihr weder Mauerreste noch archäologische Funde gemacht wurden. Ihr genauer Standort ist unklar.
„Mer“ (Meerane) war im Mittelalter ein bedeutender Ort. Dies wird von einem Historiker des 12. Jahrhunderts und vom Pirnaer Dominikanermönch Johannes Lindner im 16. Jahrhundert überliefert. Für 1174 ist die Existenz der Burg Meerane belegt.
Die sechs sogenannten „Burghäuser“ waren von Abgaben befreit, also Freihöfe. Hier saßen wohl Burgmannen/Ministeriale. Die Lage der ehemaligen Burghäuser soll bei der heutigen August-Bebel-Straße 13–25 (Stand 1981, 2020 offenbar noch aktuell) gewesen sein. Die genaue Lage der Burg ist bislang (Stand 2019) unklar. Bestätigende archäologische Funde oder Mauerwerk fehlen bislang. Es wird aber davon ausgegangen, dass sie sich etwa an der Stelle der heutigen Stadtkirche befunden hat, also auf dem Bergsporn zwischen Dittrichbach und Seiferitzer Bach oberhalb der Vereinigung mit dem Bach „Meerchen“, über dem dreiecksförmigen Altmarkt in unmittelbarer Nähe der ehemaligen Burghäuser.
Die damalige Stadt war mit einer Stadtmauer umfasst, die den heutigen Markt, den heutigen Neumarkt/Kirchplatz und die Burg (später die Stadtkirche) umfasste. Die Burg war demnach in die Stadtmauer eingebunden und stellte eine Stadtburg dar. Der Altmarkt lag außerhalb der Stadtbefestigung.
Der genaue Zeitpunkt, an dem die Herrschaft Meerane in schönburgische Verwaltung kam, ist unbekannt. Aus der Lehensurkunde von 1361 geht hervor, dass die Herren von Schönburg die Herrschaft Meerane als böhmisches Lehen schon seit vielen Jahren besaßen, vermutlich seit 1182 bzw. 1233.
Schon um 1300 hatten die Herren von Schönburg ihre benachbarten Herrschaften Glauchau und Lichtenstein an den böhmischen König übertragen und von ihm als böhmische Reichsafterlehen zurückerhalten. So waren sie hier vor dem Zugriff der Wettiner sicher. Die Herrschaft Meerane war bereits böhmisches Lehen, als sie diese wohl um 1300 erwarben. Im Jahre 1361 wird die Herrschaft Meerane als böhmisches Lehen der Schönburger urkundlich genannt. Vor 1493 wurde die vormalige Herrschaft Meerane in die Herrschaft Glauchau der Herren von Schönburg – mit Verwaltung auf der Glauchauer Burg – eingegliedert. Die Meeraner Burg existierte zu dieser Zeit wohl schon nicht mehr. Eine Zerstörung in den Hussitenkriegen ist denkbar, da hussitische Heere die benachbarten Städte und Burgen Waldenburg und Glauchau mehrfach belagerten/zerstörten.
Den Herren von Schönburg-Crimmitschau gehörte die Herrschaft Meerane als königlich-böhmisches Lehen. Dies ist für 1361 belegt. Mit dem Aussterben dieser Linie gelangte diese Herrschaft an die anderen schönburgischen Linien und wurde letztlich vor 1493 mit der Herrschaft Glauchau vereinigt. 1459 wurde Meerane letztmals als eigenständige Herrschaft erwähnt.
Mit der abgegangenen Meeraner Burg ist auch die Sage „Die weiße Frau von Meerane“ verknüpft. Diese Sage soll eine Abwandlung der Sage von der weißen Frau von Orlamünde sein. In der Sagensammlung von Johann Georg Theodor Grässe (1874) wird in der Sage „Gräfin von Orlamünde“ die „weiße Frau“ als „geborne Gräfin von Meran“ vorgestellt.
Unter dem sogenannten Burgberg befinden sich mittelalterliche Gangsysteme, die wohl vorrangig zur Lebensmittellagerung genutzt wurden und wie in Gera als „Höhler“ bezeichnet werden.

### 14. bis zur ersten Hälfte des 19. Jahrhunderts

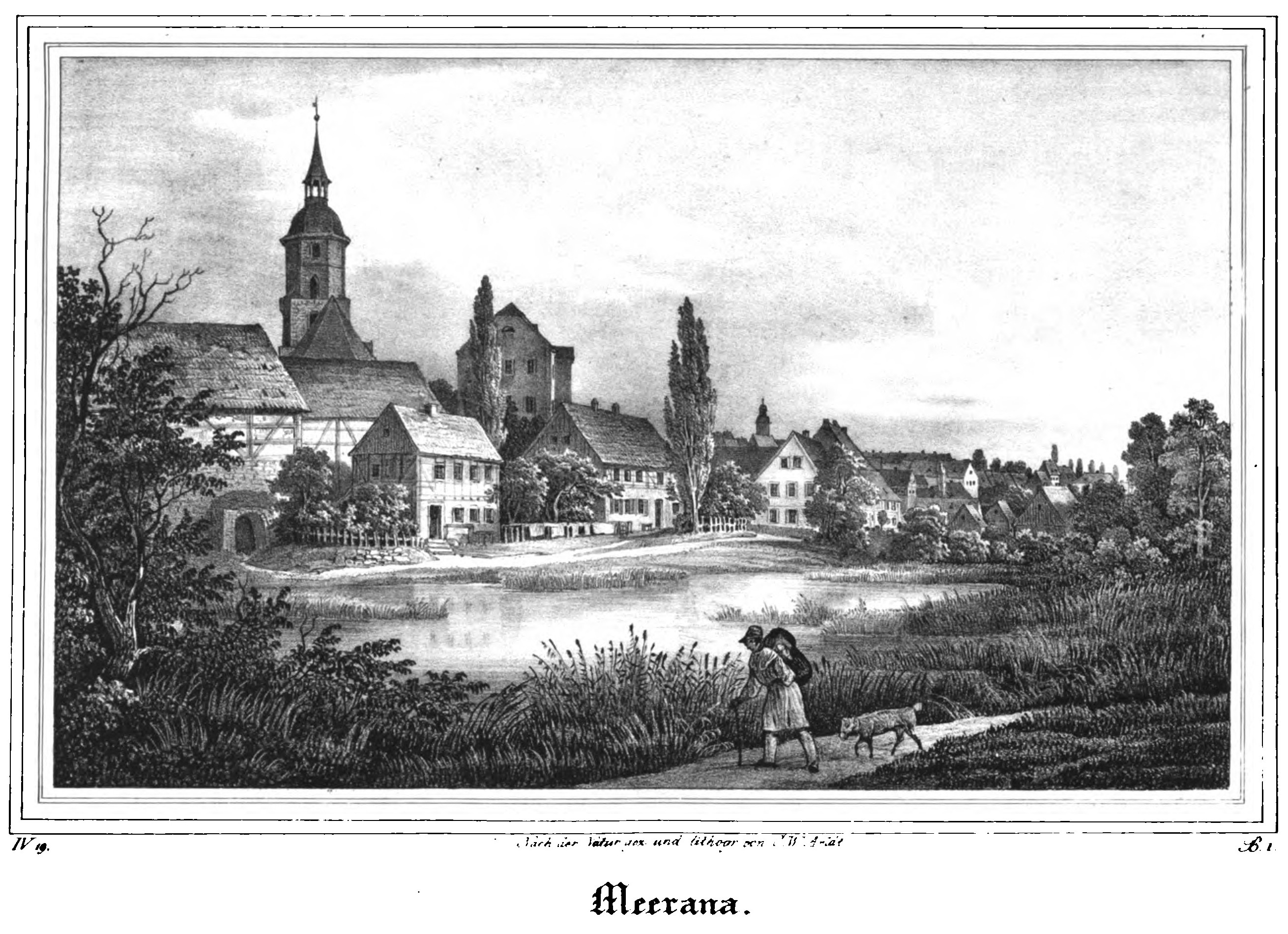
Stadtansicht von 1839, Lithografie

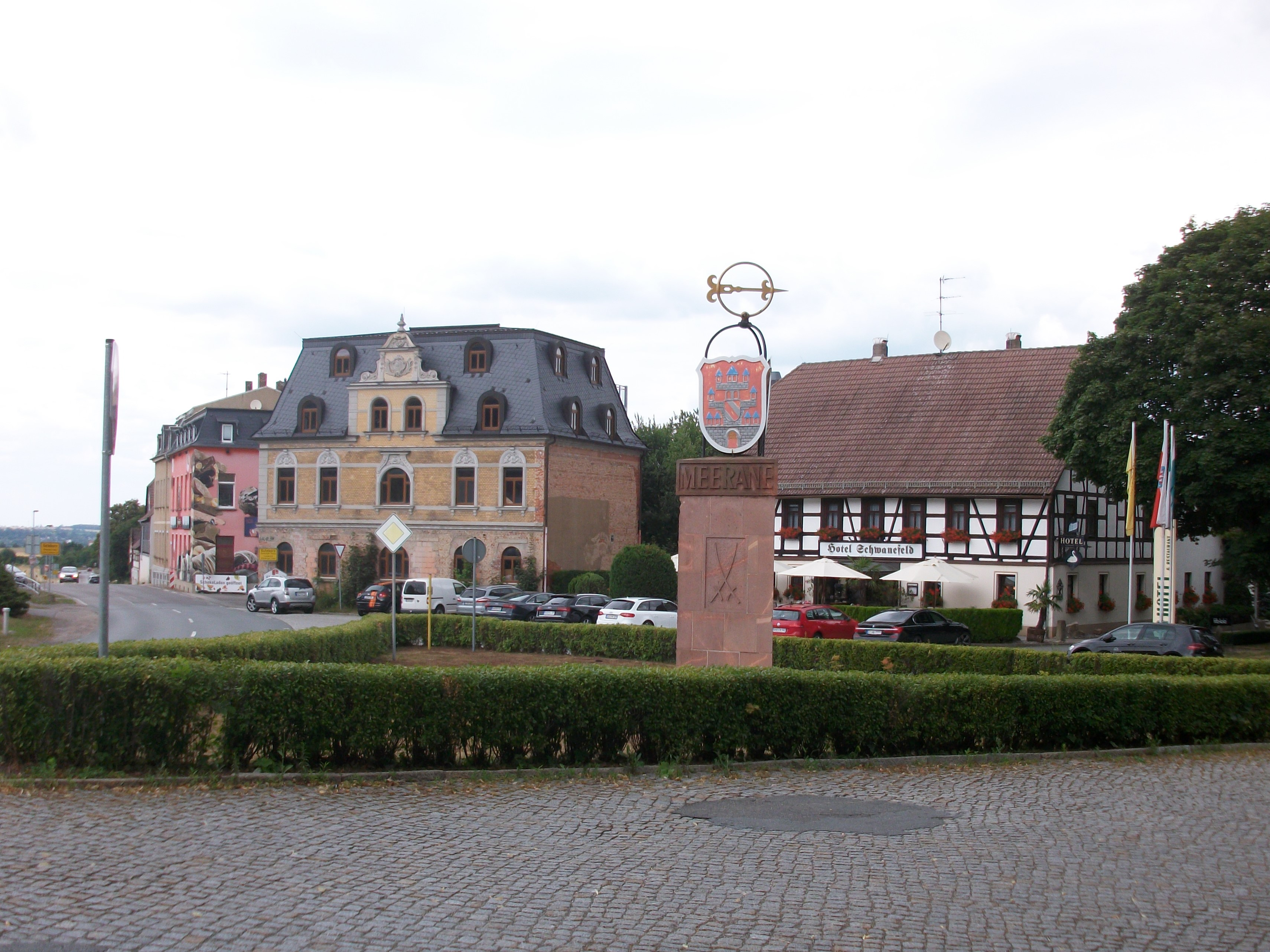
Hotel Schwanefeld mit ehemaliger Posthalterei (links) an der sächsisch-thüringischen Landesgrenze Meerane-Guteborn

Die weitere Entwicklung Meeranes wird bis ins 19. Jahrhundert durch die Zugehörigkeit zu den Schönburgischen Herrschaften getragen, welche Meerane als böhmisches Reichsafterlehen besaßen. Der genaue Zeitpunkt, an dem die Herrschaft Meerane in schönburgische Verwaltung kam, ist unbekannt. Aus der Lehensurkunde von 1361 geht hervor, dass die Herren von Schönburg die Herrschaft Meerane als böhmisches Lehen schon seit vielen Jahren besaßen; vermutlich seit 1182 bzw. 1233. Dazu existieren Hinweise aus der Zeit des böhmischen Königs Wenzel II., der in der Zeit von 1278 bis 1305 regierte. Im Jahr 1493 wurde die Herrschaft Meerane mit der schönburgischen Herrschaft Glauchau vereinigt, die ebenfalls böhmisches Lehen war.
Schon im Jahre 1516 existierte in Meerane kein eigenes Gericht, das Amt Glauchau lässt hier offenbar Gericht bei Bedarf oder Gerichtstage abhalten.
Georg I. von Schönburg gab der Stadt Meerane am 7. Mai 1565 ordnungspolitisch bedeutsame Statuten, die die Ausprägung einer Ratsverfassung mit Bürgermeister und Ratskollegium beinhalteten. Die Kompetenzen des Rates erstreckten sich jedoch lediglich auf die niedere Finanz- und Polizeiverwaltung sowie die Ahndung von Bagatellsachen. Zu dieser Zeit war die Burg Meerane bereits unbewohnt, ihre Reste wurden im Jahr 1572 abgetragen und teilweise zum Bau des Rathauses genutzt. Der Burgberg direkt in der Meeraner Innenstadt weist noch heute auf den Standort einer Burg hin, auch wenn man diese dort vergeblich sucht.
Nach der im Jahr 1681 erfolgten Erbteilung in der Familienlinie Schönburg-Glauchau wurde das Stadtgebiet zu 5/9 dem Amt Forderglauchau und zu 4/9 dem Amt Hinterglauchau zugewiesen. Dies führte zu erheblichen administrativen Problemen, die auch durch die Einrichtung eines alternierenden Direktorialamtes nicht entschärft werden konnten. Weiterhin bildeten die Pfarrdotalgerichte mit Zuständigkeit für etwa 20 auf dem Pfarrlehn erbaute Häuser einen eigenen Verwaltungs- und Gerichtsbezirk im Stadtareal. Somit übte der (Ober-)Pfarrer von Meerane bis ins 19. Jahrhundert grundherrliche Rechte einschließlich der niederen Gerichtsbarkeit über die auf dem Pfarrlehn errichteten Häuser sowie über einige Bauerngüter im schönburgischen Teil von Waldsachsen (sächs. Ant.) aus. Dadurch zählten die Pfarrdotalgerichte zu den schönburgischen Vasallengerichten, die direkt der Gesamtregierung in Glauchau unterstanden. Am 21. August 1848 erfolgte der Zusammenschluss sich des Gerichtsbezirks mit der Stadtgemeinde Meerane.
An der Kreuzung der „Hohen Straße“ von Leipzig nach Zwickau, die heute ungefähr der Bundesstraße 93 entspricht und der Straße von Schmölln nach Glauchau, entstand im 18. Jahrhundert auf angrenzender Ponitzer Flur im Herzogtum Sachsen-Altenburg das Gasthaus Zum Guten Born. Direkt neben dem Gasthof „Zum Guten Born“ entstand auf dem schönburgischen Meeraner Gebiet das Gasthaus „Zu den 3 Schwanen“ (seit 1830 „Schwanefeld“ genannt) mit Posthalterei und Ausspanne. Zwischen dem Gasthof Schwanefeld und der Zollstation befand sich um 1749 das „Meeranische Gericht“, bei dem auch ein Galgen stand. Nachdem der sächsische Staat an der Straßenkreuzung Grund und Boden erworben hatte, errichtete er auf der Grenze der Gemarkungen Ponitz (Sachsen-Altenburg) und Meerane (Schönburgische Herrschaften bzw. Königreich Sachsen) im Jahr 1831 ein Zollhaus für Zoll- und Acciseinnahme und ein Straßenwärterhäuschen (Oberwaldsachsen genannt), in denen nur sächsische Beamte wohnten, d. h. Königliche Chausseegeldeinnehmer, Königliche Chausseewärter, ein Königlicher Schütze, ein Königlicher Postillon. Seit 1825 wurde eine Poststation mit Pferdewechsel auf Meeraner Seite eingerichtet. Am 15. November 1858 verkehrte aufgrund der Eröffnung der Bahnstrecke Glauchau-Schönbörnchen–Gößnitz die letzte Postkutsche über „Schwanenfeld“. Im Jahr 1909 wurde die Zollstation geschlossen. Der Gasthof „Schwanefeld“ hat sich in der Gegenwart zu einem Vier-Sterne-Hotel entwickelt. Kuriosum ist bis heute, dass er zum Teil in Thüringen (Guteborn in der Ponitzer Flur) und teilweise in Sachsen (Meeraner Flur) liegt und die Landesgrenze mitten durch das Haus geht.

### Zweite Hälfte des 19. Jahrhunderts bis zur Gegenwart

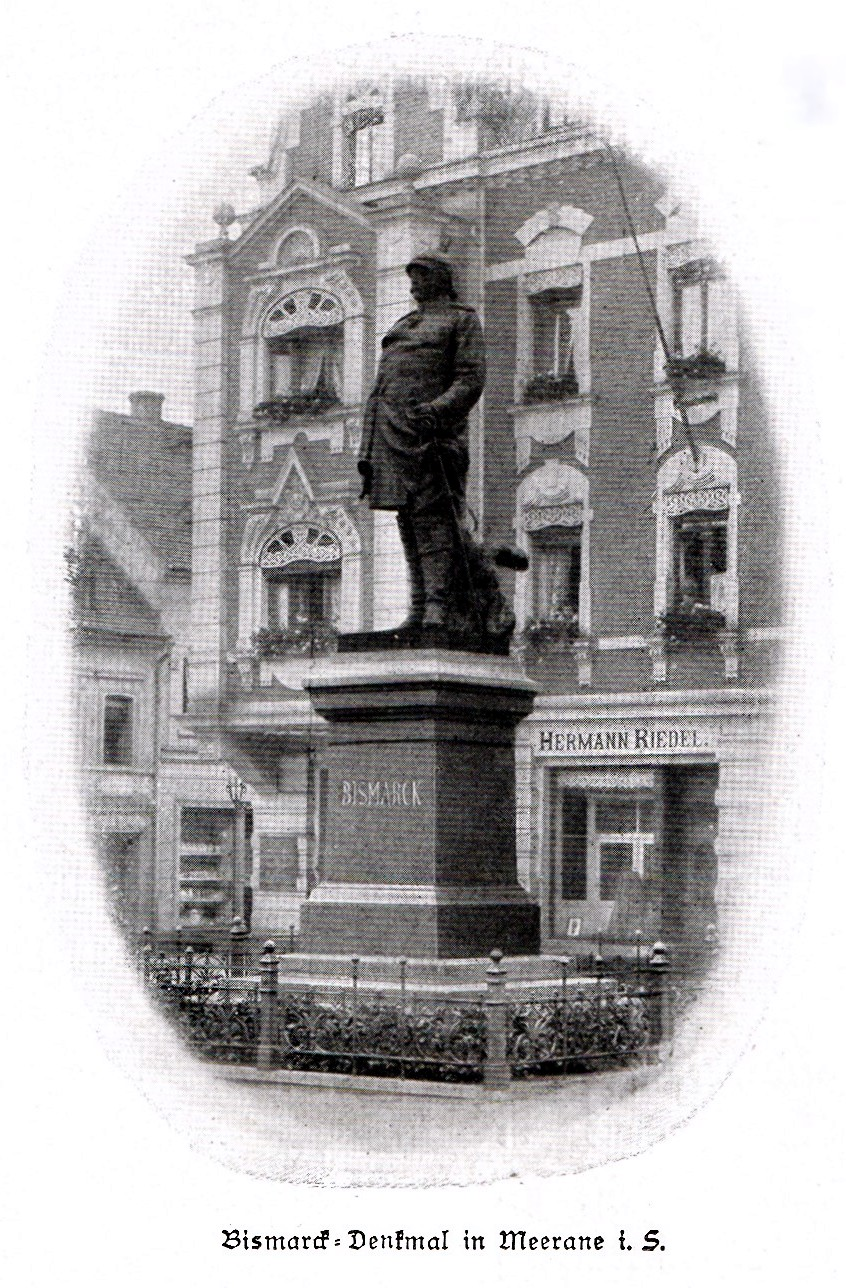
Meerane Bismarck-Denkmal

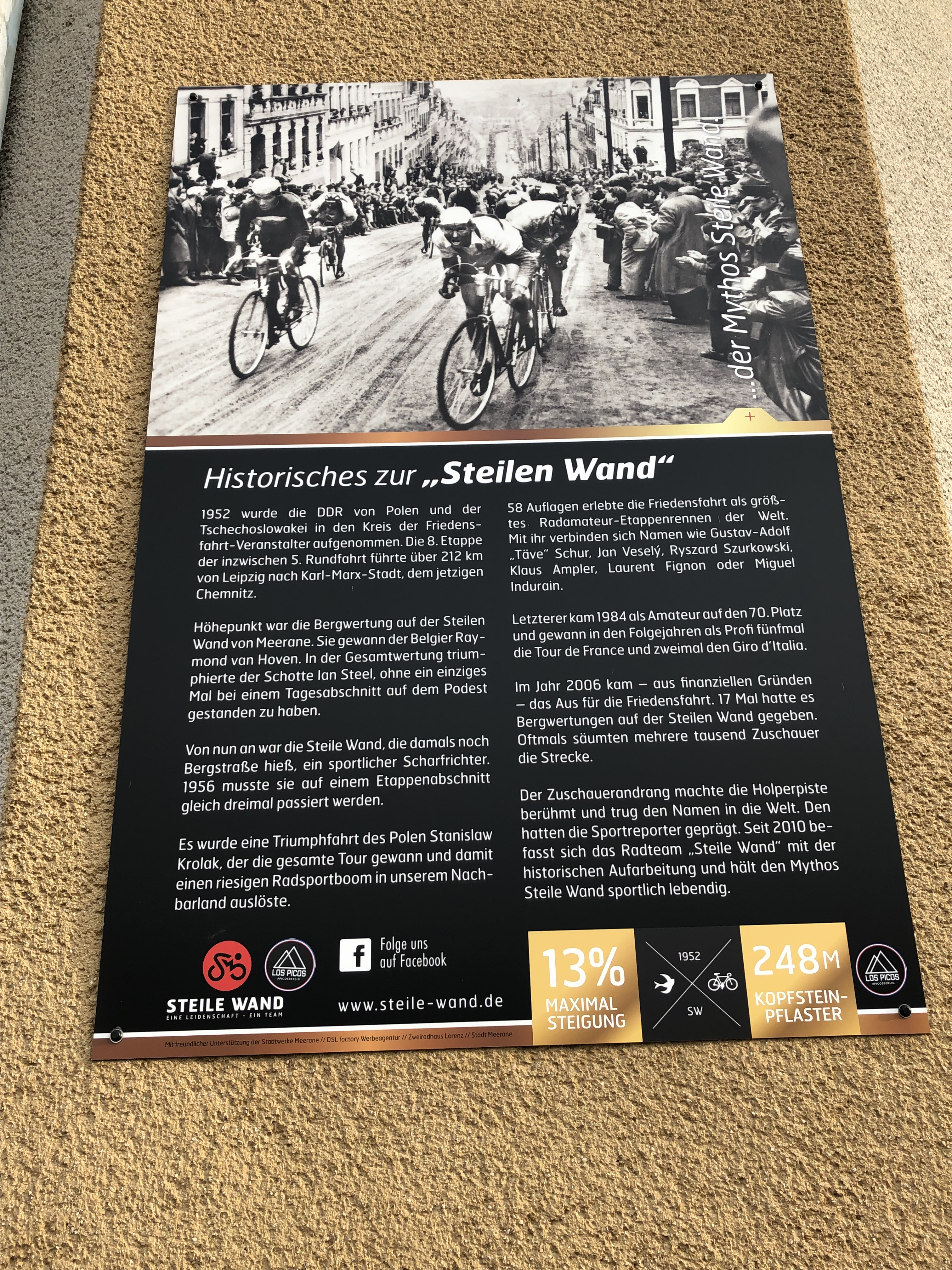
Meerane, Infotafel Steile Wand

Im 19. Jahrhundert setzte die Industrialisierung ein, die auf eine seit dem 16. Jahrhundert ansässige Weberei, der Gründung einer Weberzunft 1612 und dem Zuzug niederländischer Weber fußte. Bedeutend war die Fabrikation von wollenen und halbwollenen Damenkleiderstoffen in insgesamt sechs mechanischen Webereien mit 1220 Arbeitern, die Appretur-Färberei und Kammgarnspinnerei. Die Bahnstrecke Glauchau–Gößnitz der Sächsischen Staatseisenbahn wurde im Jahr 1858 eröffnet. Im Jahr 1876 arbeiteten 2500 Webstühle in der Stadt.
Nachdem auf dem Gebiet der Rezessherrschaften Schönburg im Jahr 1878 eine Verwaltungsreform durchgeführt wurde, kam die Stadt Meerane im Jahr 1880 zur neu gegründeten sächsischen Amtshauptmannschaft Glauchau. Diese gehörte wiederum bis 1900 zur Kreishauptmannschaft Zwickau und danach zur neu gebildeten Kreishauptmannschaft Chemnitz. Meerane wurde 1924 als bezirksfreie Stadt aus der Amtshauptmannschaft Glauchau ausgegliedert.
1948 fanden im Meeraner Gasthof „Goldener Löwe“ die Ermittlungen zu den Textilschieberprozessen von Glauchau-Meerane statt. Viele Unternehmer wurden verhaftet bzw. in die Flucht getrieben und enteignet.
Durch die zweite Kreisreform in der DDR kam die Stadt Meerane im Jahr 1952 zum Kreis Glauchau im Bezirk Chemnitz (1953 in Bezirk Karl-Marx-Stadt umbenannt), der ab 1990 als sächsischer Landkreis Glauchau fortgeführt wurde und 1994 im Landkreis Chemnitzer Land bzw. 2008 im Landkreis Zwickau aufging.

### Religionen
Die Bevölkerung ist seit der Reformation überwiegend evangelisch-lutherisch. 1925 wurden 22576 Bewohner als evangelisch-lutherisch, 14 als reformiert, 260 als römisch-katholisch, 17 Juden und 1227 unter „andere“ aufgeführt.

### Eingemeindungen
| Ehemalige Gemeinde | Datum                 | Anmerkung                                               |
| ------------------ | --------------------- | ------------------------------------------------------- |
| Crotenlaide        | 01.10.1923            |                                                         |
| Dittrich           | 01.07.1950 01.01.1974 | Eingemeindung nach Pfaffroda, Umgliederung nach Meerane |
| Götzenthal (Ober-) | 01.07.1936            |                                                         |
| Seiferitz          | 01.07.1950            |                                                         |
| Untergötzenthal¹   | 01.04.1928            |                                                         |
| Waldsachsen²       | 19.05.1974            |                                                         |

¹infolge Gebietsaustausches am 1. April 1928 von Thüringen an Sachsen abgetreten

²infolge Gebietsaustausches am 1. April 1928 der thüringische Anteil an Waldsachsen an Sachsen abgetreten
Am 1. März 2011 wurden alle eingemeindeten Orte als Gemeindeteile von Meerane gestrichen.

### Einwohnerentwicklung
1546 wurden 193 Inwohner, 1583 120 besessene(r) Bürger und 1750 100 Häuser in der Stadt, 159 Häuser in der Vorstadt sowie 14 Gemeinde- und herrschaftliche Häuser gezählt.
Entwicklung der Einwohnerzahl (ab 1960 31. Dezember):
| 1834 bis 1946 - 1834 – 4.172 - 1875 – 21.277 - 1880 – 22.293 - 1885 – 22.013 - 1890 – 22.446 - 1910 – 25.470 - 1933 – 24.855 - 1939 – 24.447 - 1946 – 26.804 a | 1950 bis 2002 - 1950 – 26.519 b - 1960 – 24.520 - 1981 – 22.194 - 1984 – 21.260 - 1995 – 19.606 - 1997 – 19.390 - 1999 – 19.001 - 2001 – 18.439 - 2002 – 18.173 | 2003 bis 2012 - 2003 – 17.745 - 2004 – 17.513 - 2005 – 17.244 - 2006 – 16.937 - 2007 – 16.752 - 2008 – 16.517 - 2009 – 16.287 - 2010 – 16.115 - 2011 – 15.942 - 2012 – 15.226 | ab 2013 - 2013 – 15.003 - 2014 – 14.850 - 2015 – 14.851 - 2016 – 14.659 - 2017 – 14.481 - 2018 – 14.208 - 2019 – 14.001 - 2020 – 13.934 |

Datenquelle ab 1998: Statistisches Landesamt Sachsen

## Politik

### Stadtrat
Die Kommunalwahl vom 9. Juni 2024 ergab folgende Ergebnisse:

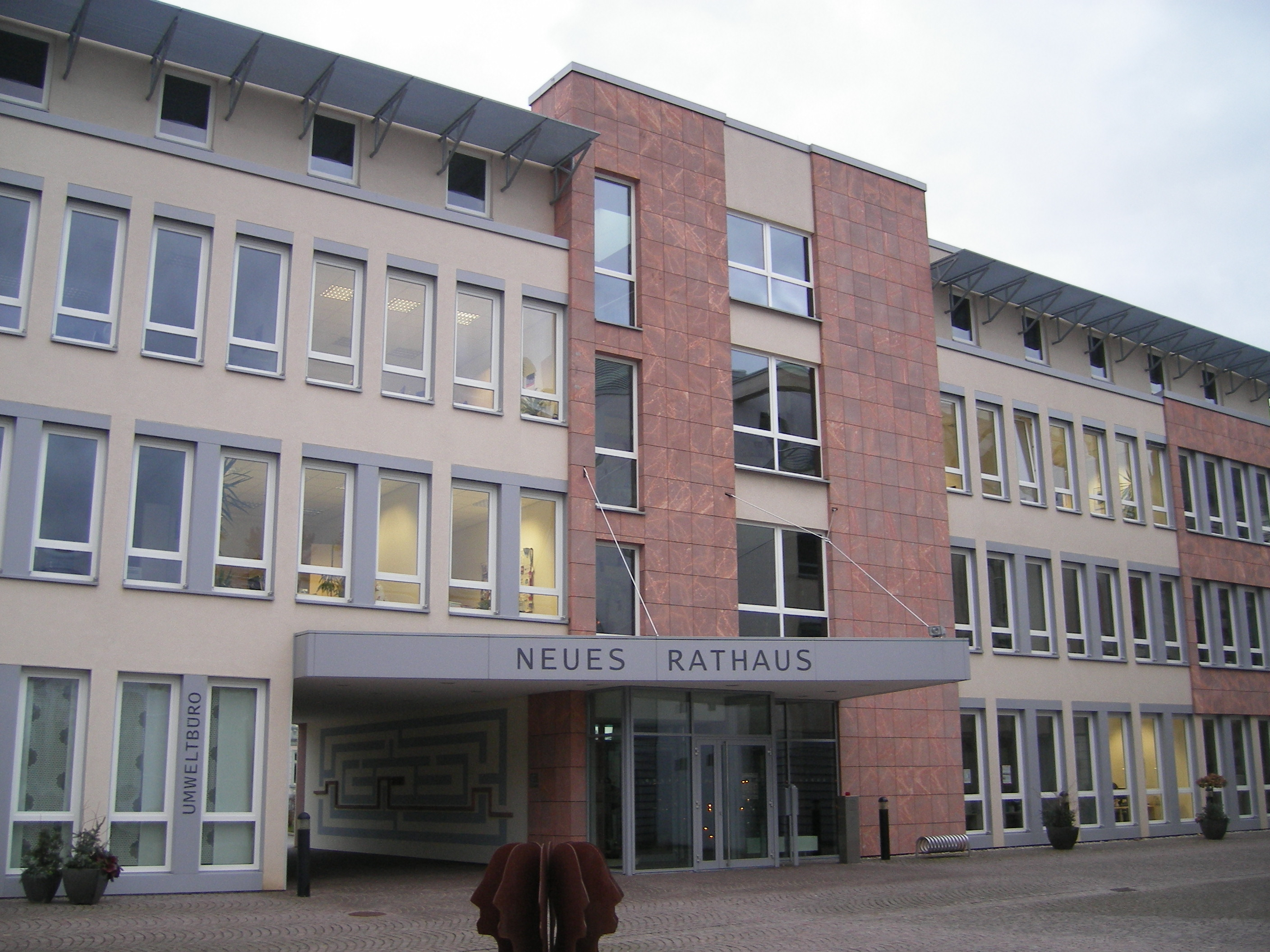
Neues Rathaus

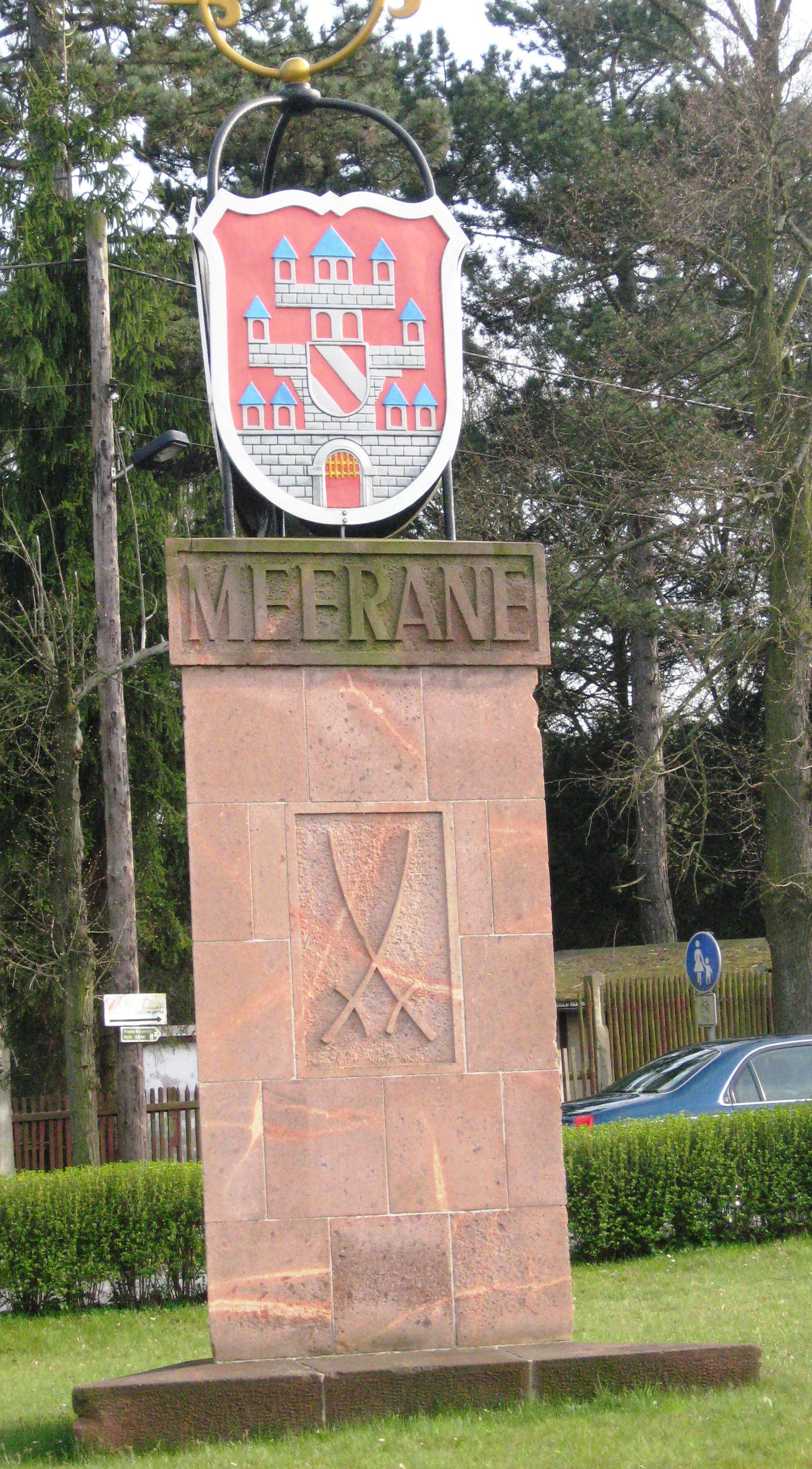
Ortssäule Meerane

| Partei                | Partei                                      | Kurzform              | Stimmen | Stimmen | Stimmen | Sitze  | Sitze  |
| Partei                | Partei                                      | Kurzform              | Anzahl  | %       | +/−     | Gesamt | +/−    |
| --------------------- | ------------------------------------------- | --------------------- | ------- | ------- | ------- | ------ | ------ |
|                       | Freie Wählervereinigung Meerane e. V.       | —                     | 5.115   | 24,3    | 2,9     | 5      | 2      |
|                       | Christlich Demokratische Union Deutschlands | CDU                   | 3.069   | 14,6    | 3,0     | 3      | 1      |
|                       | Meeraner Bündnis e. V.                      | —                     | 4.281   | 20,3    | 3,4     | 5      | 1      |
|                       | Alternative für Deutschland                 | AfD                   | 4.827   | 22,9    | 9,0     | 5      | 2      |
|                       | Freie Demokratische Partei Deutschlands     | FDP                   | 850     | 4,0     | 2,8     | 1      | 0      |
|                       | Die Heimat                                  | HEIMAT                | 1.243   | 5,9     | 0,6     | 1      | 0      |
|                       | Sozialdemokratische Partei Deutschlands     | SPD                   | 1.678   | 8,0     | 4,2     | 2      | 2      |
| Gesamt                | Gesamt                                      | Gesamt                | 21.063  | 100,0   | ±0      | 22     | 22     |
| Gültige Stimmzettel   | Gültige Stimmzettel                         | Gültige Stimmzettel   | 7.280   | 98,1    | 0,6     | —      | —      |
| Ungültige Stimmzettel | Ungültige Stimmzettel                       | Ungültige Stimmzettel | 142     | 1,9     | 0,6     | —      | —      |
| Wahlbeteiligung       | Wahlbeteiligung                             | Wahlbeteiligung       | 7.422   | 63,5    | 3,4     | —      | —      |
| Wahlberechtigte       | Wahlberechtigte                             | Wahlberechtigte       | 11.680  | 11.680  | 11.680  | 11.680 | 11.680 |

### Bürgermeister
Im Mai 1990 wurde Peter Ohl von der DSU zum ersten Nachwende-Bürgermeister gewählt und 1994 nun für die Freien Wähler im Amt bestätigt. Im Jahr 2001 wurde Lothar Ungerer (parteilos) Bürgermeister der Stadt Meerane. Bei den Bürgermeisterwahlen am 8. Juni 2008 und am 7. Juni 2015 wurde er im Amt bestätigt.
Bei den Bürgermeisterwahlen am 12. Juni 2022 wurde Jörg Schmeißer im ersten Wahlgang mit der absoluten Mehrheit der Stimmen zum Bürgermeister gewählt.
| Ergebnis der Bürgermeisterwahlen 2022 | Ergebnis der Bürgermeisterwahlen 2022 | Ergebnis der Bürgermeisterwahlen 2022 | Ergebnis der Bürgermeisterwahlen 2022   |
| Kandidat                              | Stimmen (absolut)                     | Stimmen (%)                           | Politische Unterstützung                |
| ------------------------------------- | ------------------------------------- | ------------------------------------- | --------------------------------------- |
| Jörg Schmeißer                        | 3.899                                 | 63,5                                  | Christlich Demokratische Union          |
| Thomas Funke                          | 1.181                                 | 19,2                                  | Freie Wähler Meerane e. V.              |
| Stefan Peetz                          | 1.060                                 | 17,3                                  | Sozialdemokratische Partei Deutschlands |
| Wähler/Wahlbeteiligung                | 6.208                                 | 52,4                                  |                                         |

| Wahl | Bürgermeister               | Vorschlag     | Wahlergebnis (in %) |
| ---- | --------------------------- | ------------- | ------------------- |
| 2022 | Jörg Schmeißer              | CDU           | 63,5                |
| 2015 | Prof. Lothar Arthur Ungerer | Prof. Ungerer | 73,0                |
| 2008 | Prof. Lothar Arthur Ungerer | Prof. Ungerer | 92,5                |
| 2001 | Prof. Lothar Arthur Ungerer | Prof. Ungerer | 78,1                |
| 1994 | Dr. Peter Ohl               | FWV e. V. M   | 80,5                |

### Wappen
| Wappen von Meerane | Blasonierung: „In Rot eine bizarr gestaltete dreigeschossige silberne Burg mit offenem Tor und neun kleinen spitzbedachten Türmchen, in der Mitte belegt mit einem dreimal von Rot und Silber schrägrechts geteilten Schild.“ |
| Wappen von Meerane | Wappenbegründung: Das 1897 offiziell durch den Stadtrat eingeführte Wappen erinnert an die neun während der Hussitenkriege zerstörten Türme der Stadtmauer. Das Wappen ist das der Schönburger.                               |

### Städtepartnerschaften
1990 wurde eine Städtepartnerschaft mit Lörrach in Baden-Württemberg begründet. Es findet neben dem öffentlichen Bereich auch ein Austausch zwischen Vereinen und Organisationen statt. In Lörrach wurde 2002 ein Meeraner Platz getauft, im Gegenzug entstand im Zuge des Rathaus-Neubaues ein Jahr später der Lörracher Platz.
Seit Mai 2015 besteht eine Partnerschaft mit der Gemeinde Lanusei auf der italienischen Insel Sardinien.

## Kultur und Sehenswürdigkeiten

### Museen

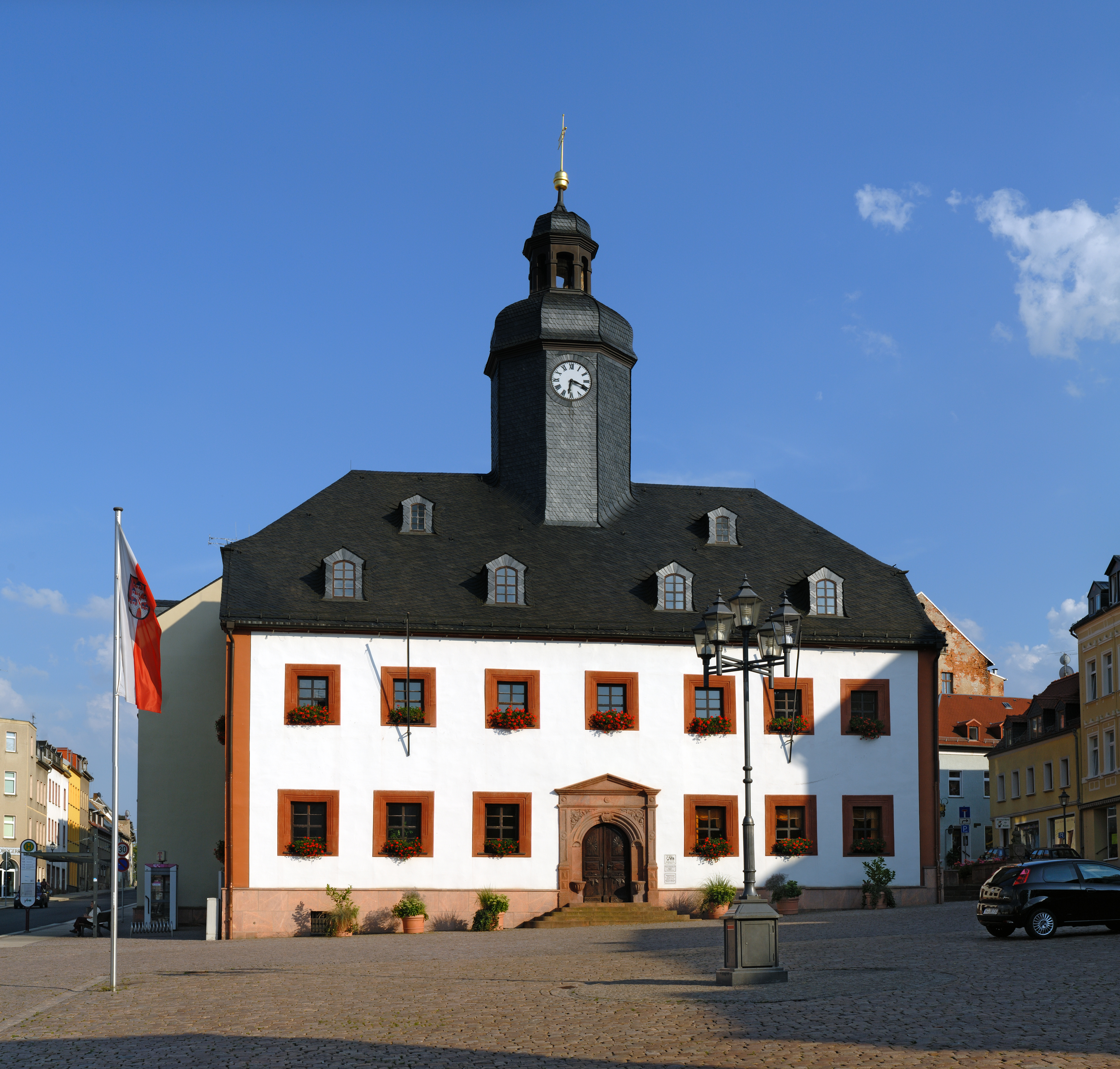
Altes Rathaus

Das Heimatmuseum zur Stadtgeschichte von der Ur- und Frühzeit bis 1945 wurde im ersten Obergeschoss des Alten Rathauses eingerichtet. Besondere Aufmerksamkeit wird unter anderem mit einem Handwebstuhl und einem mechanischen Webstuhl der historischen Textilfabrikation zuteil. 2011 wurde im Kunsthaus der Stadt eine ständige Ausstellung „Werner Bochmann“ mit Erich Knauf und Ralph Arthur Roberts zum Leben und Wirken des gebürtigen Meeraner Schlager- und Filmkomponisten eröffnet. Das Kunsthaus beherbergt ferner die Galerie ART IN des Meeraner Kunstvereins mit mehrmals jährlich wechselnden Ausstellungen.

### Bauwerke

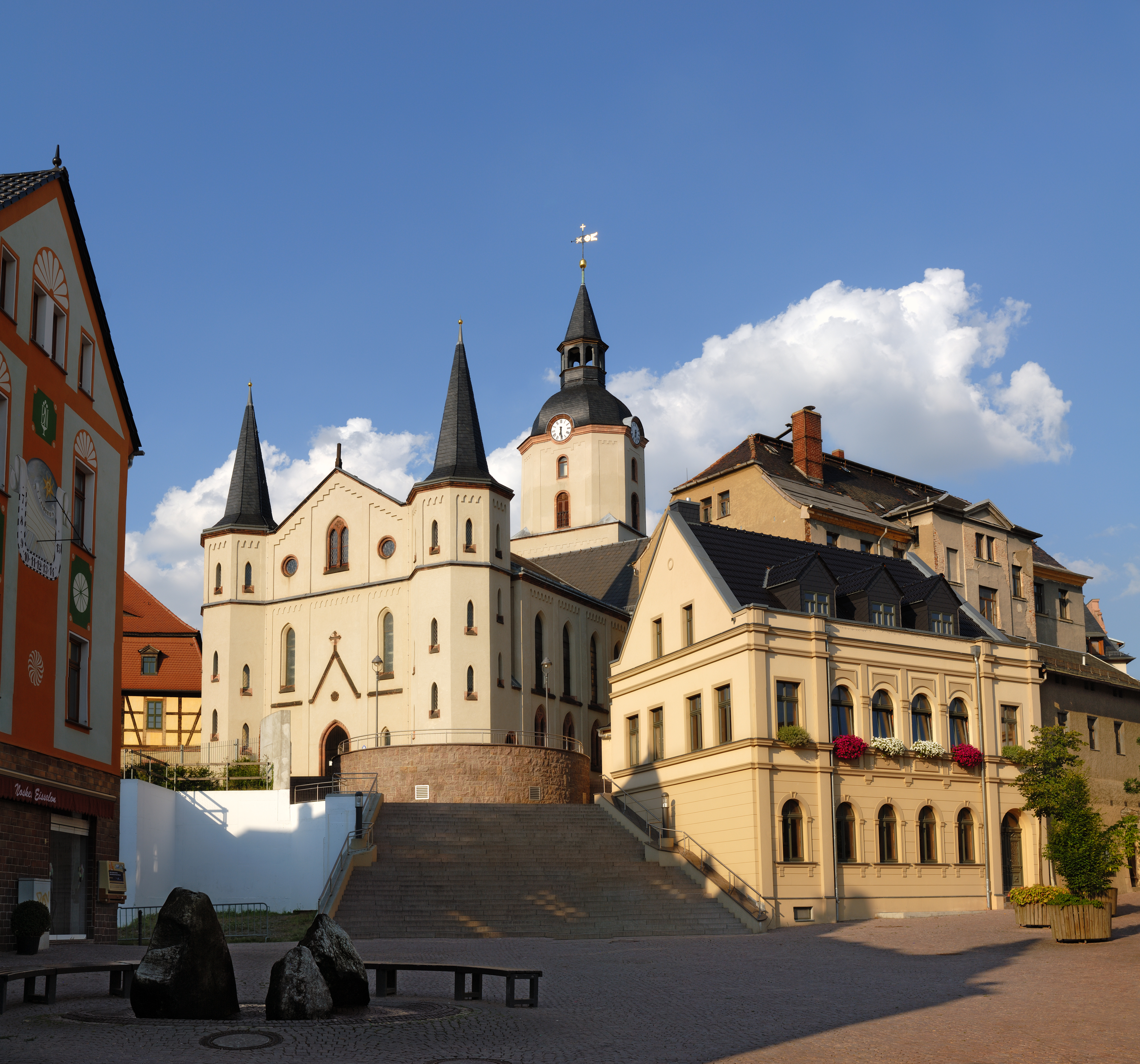
Teichplatz mit Martinskirche

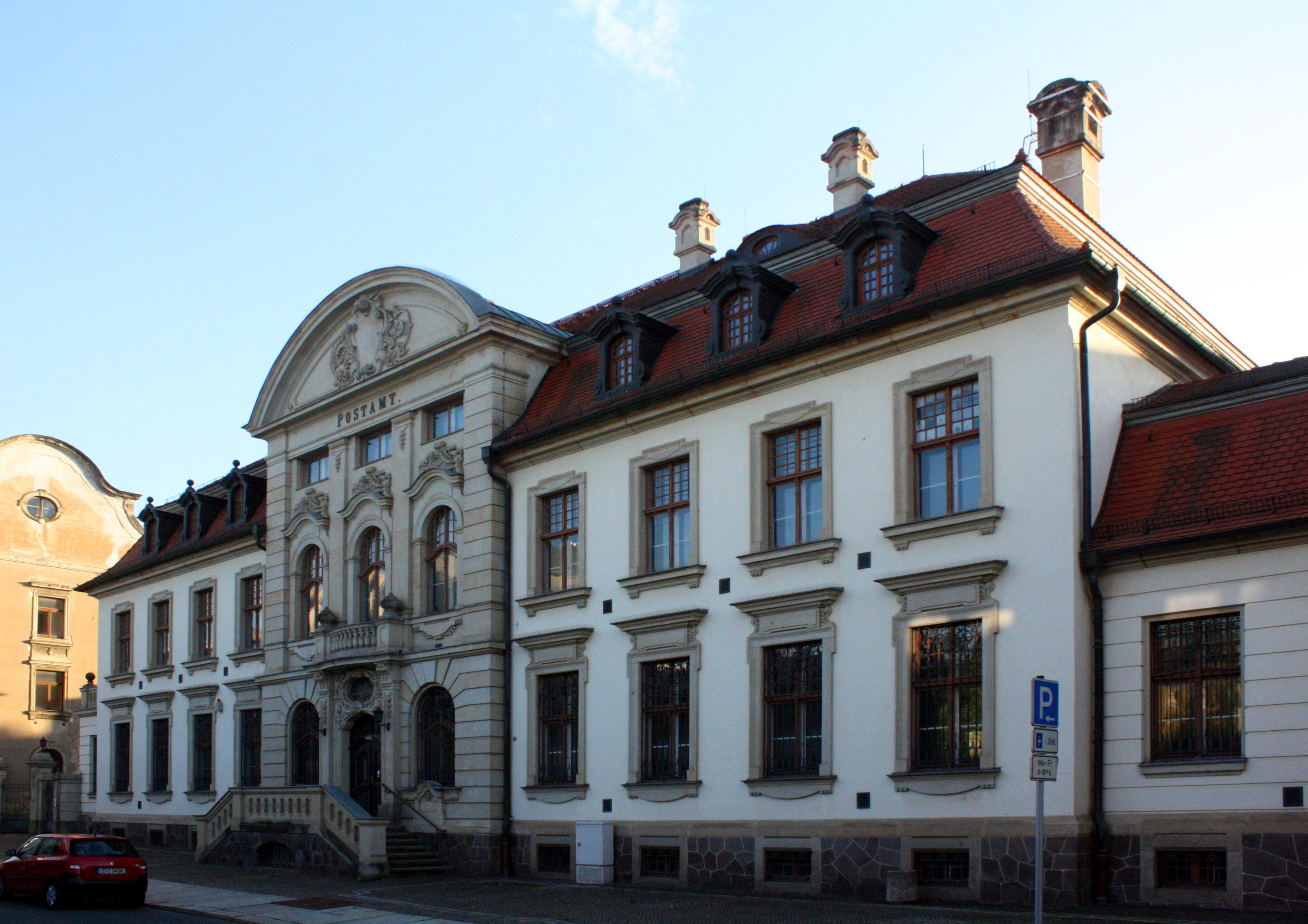
Postamt

Durch die starke Erweiterung im 19. Jahrhundert infolge der Industrialisierung hält sich die historische Bausubstanz in Grenzen. Das 1727 im Renaissancestil erbaute historische Alte Rathaus wurde vollständig restauriert und wird noch für Hochzeiten genutzt. Die erstmals 1314 urkundlich erwähnte St.-Martins-Kirche wurde nach mehreren Bränden umgebaut und erhielt das Langhaus in der heutigen Form 1884. Sie besitzt einen 1963/1964 restaurierten Flügelaltar von Jacob Naumann (1506) mit Maria und Kind im Schrein und einen gotischen Chor (1503 geweiht). Der Turm ist noch im Kern romanisch. Das neben der Kirche gelegene Pfarrhaus ist das einzige original im Barockstil erhaltene Gebäude Meeranes.
Die von der Kirche zum Teichplatz hinab führende italienische Treppe wurde 2004 nach Plänen des Fabrikanten E. R. Funke aus dem Jahre 1900 erbaut. Das neobarocke Postamt im Stadtzentrum wurde 1901 erbaut. Unter dem Burgberg befinden sich mittelalterliche Gangsysteme, die vorrangig zur Lebensmittellagerung genutzt wurden und wie in Gera als „Höhler“ bezeichnet werden.
An der Chemnitzer Straße im Südosten der Stadt zeigt der 1934 errichtete Weberbrunnen Szenen aus der Textilindustrie. An der Schwanefelder Straße im Nordwesten befinden sich zahlreiche sanierter Villen aus der Gründerzeit. Die Kirche Waldsachsen wurde 1561 erbaut und 1653, 1736 (Turmneubau), 1831 sowie 1868 (Vergrößerung der Kirche) erneuert. Die Orgel wurde 1852 repariert und 1868 durch ein neues Instrument von Johann Gotthilf Bärmig ersetzt.

### Gedenkstätten
- Grabstein und Grabstätte auf dem Friedhof für sechs namentlich bekannte polnische Personen sowie einen Unbekannten, die während des Zweiten Weltkrieges nach Deutschland verschleppt und Opfer von Zwangsarbeit wurden
- Gedenkstein und Straßenname zur Erinnerung an den Widerstandskämpfer Martin Hochmuth, der 1941 im KZ Groß-Rosen ermordet wurde
- Gedenktafel am Zaun des Hauses Waldenburger Straße 29 zur Erinnerung an den Widerstandskämpfer Gustav Schaller, der 1942 im KZ Dachau ermordet wurde
- Gedenktafel und Straßenname für den kommunistischen Stadtverordneten Rudolf Hallmeyer, der 1943 in Berlin-Plötzensee ermordet wurde, sind nach dem Ende der DDR entfernt worden.
- Liste der Stolpersteine in Meerane

### Parks

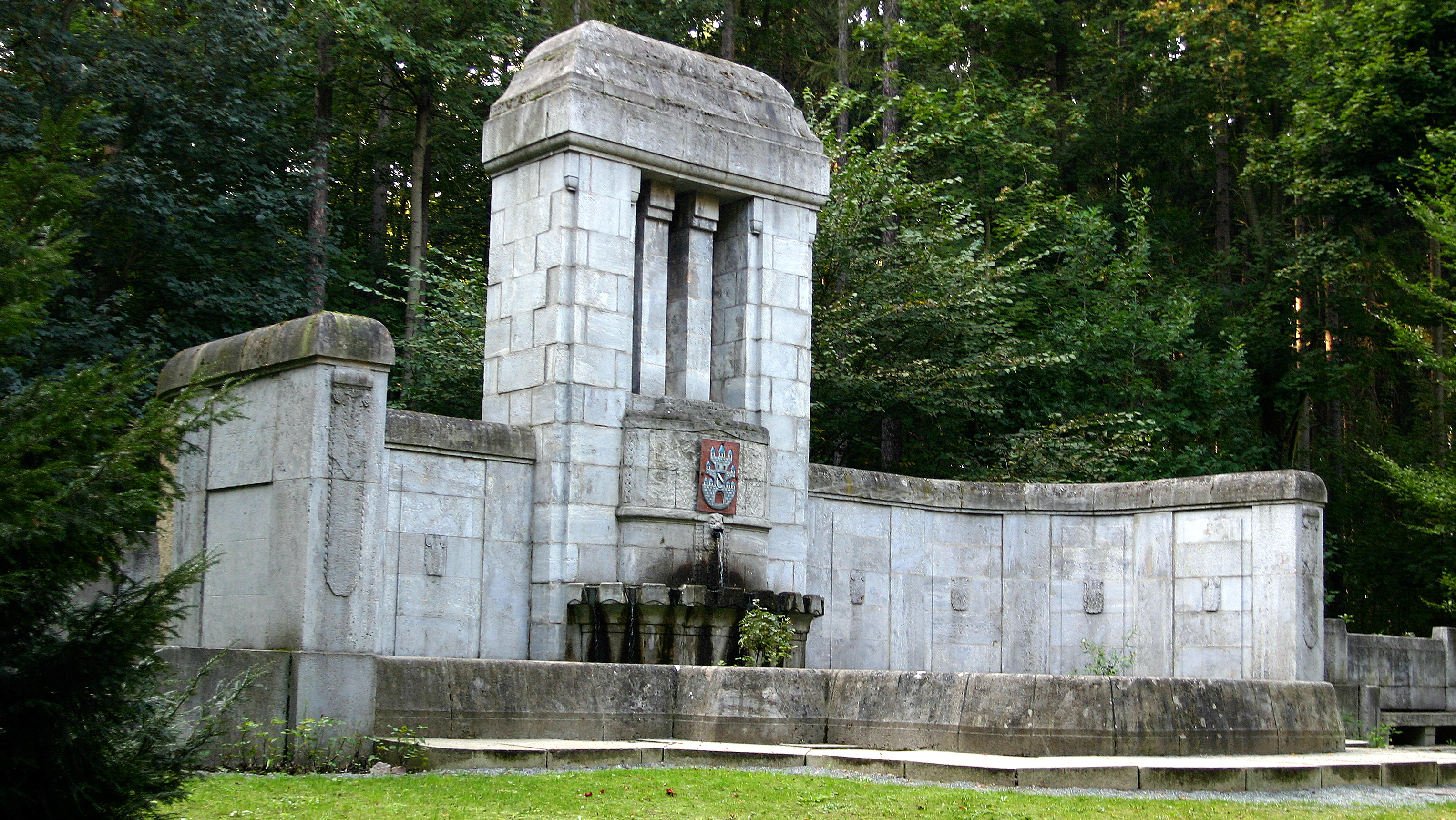
Denkmal zu Ehren des Unternehmers Wilhelm Wunderlich im gleichnamigen Park

- Wilhelm-Wunderlich-Park
- Mittelberganlagen
- Annapark
- Schillerpark
- Merzenberganlage
- Hochzeitswald
- Gornzigtal
- Kirchenholz
- Skate Park

### Karneval / Fasching
Bekannt ist die Stadt Meerane auch für ihre in der Region ungewöhnlich ausgeprägte Faschingskultur. Im Jahre 1986 gründete sich der Meeraner Carnevalsverein (MCV), der erste Faschingsverein der Stadt. Ein Jahr später, 1987, gründeten sich die Sächsischen Chaoten, ein weiterer Faschingsverein, wobei beide Vereine in einem konkurrierenden Verhältnis zueinander stehen.
Nach der Wiedervereinigung lernte Meerane durch seine Städtepartnerschaft mit Lörrach die Fasnachtkultur aus dem schweizerisch-badener Raum kennen. Noch prägender waren allerdings die Besuche der Basler Grachsymphoniker, einer Schweizer Gugge, die sowohl zur Gründung mehrerer Meeraner Guggen sowie der Einführung des in der Region mittlerweile weit bekannten Meeraner Straßenfaschings beitrug. Guggen, eigentlich eine Eigenart aus dem alemannischen Raum, fanden dadurch Einzug in der Meeraner Faschingskultur. Meeraner Guggen sind: Gnallschoddn, Draufgänger Guggis, Rasselbande, Urknall-Gugge.

### Sport

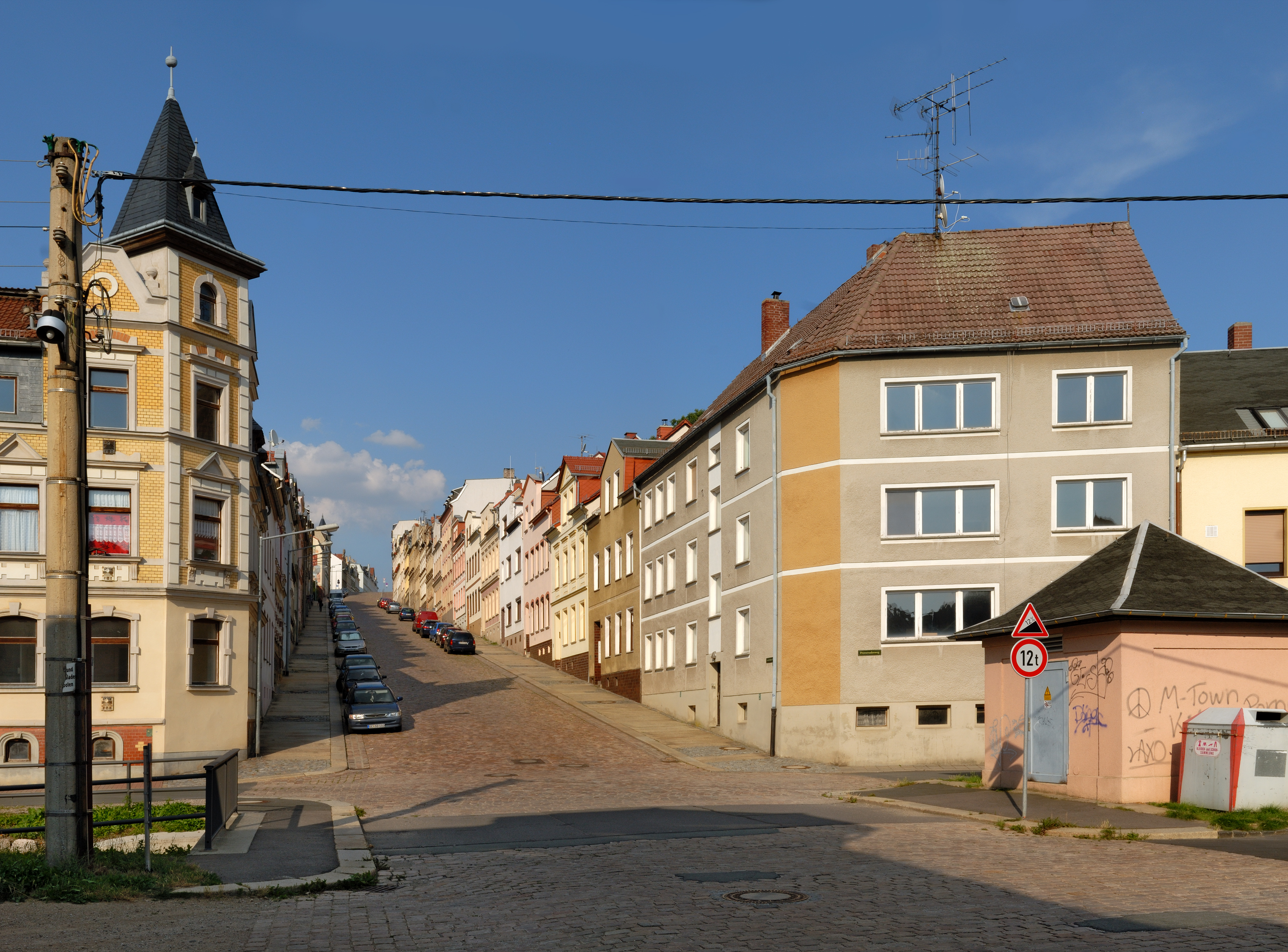
Steile Wand

Bekannt wurde die Stadt auch durch die Steile Wand von Meerane. Diese 248 Meter lange Straße verdankt ihren Namen der mit 12 % recht extremen Steigung der Bergstraße (mittlerweile in „An der Steilen Wand“ umbenannt) und wurde in den 1950er Jahren während der hier verlaufenden Friedensfahrten von Reportern so getauft.
Der einheimische Fußballverein Meeraner SV war Halbfinalist der Ostzonenmeisterschaften 1948 und 1949 sowie Gründungsmitglied der DDR-Fußball-Oberliga.
Die Männer des Meeraner Hockeyvereins spielen in der 2. Bundesliga Ost (Halle) und in der Oberliga Mitteldeutschland (Feld).
Der 2000 gegründete Sächsische Handballclub Meerane verschmolz 2013 mit dem HSV Glauchau zum HC Glauchau/Meerane, dessen erste Männermannschaft in der Handball-Oberliga Mitteldeutschland spielt.

## Wirtschaft und Infrastruktur

### Verkehr

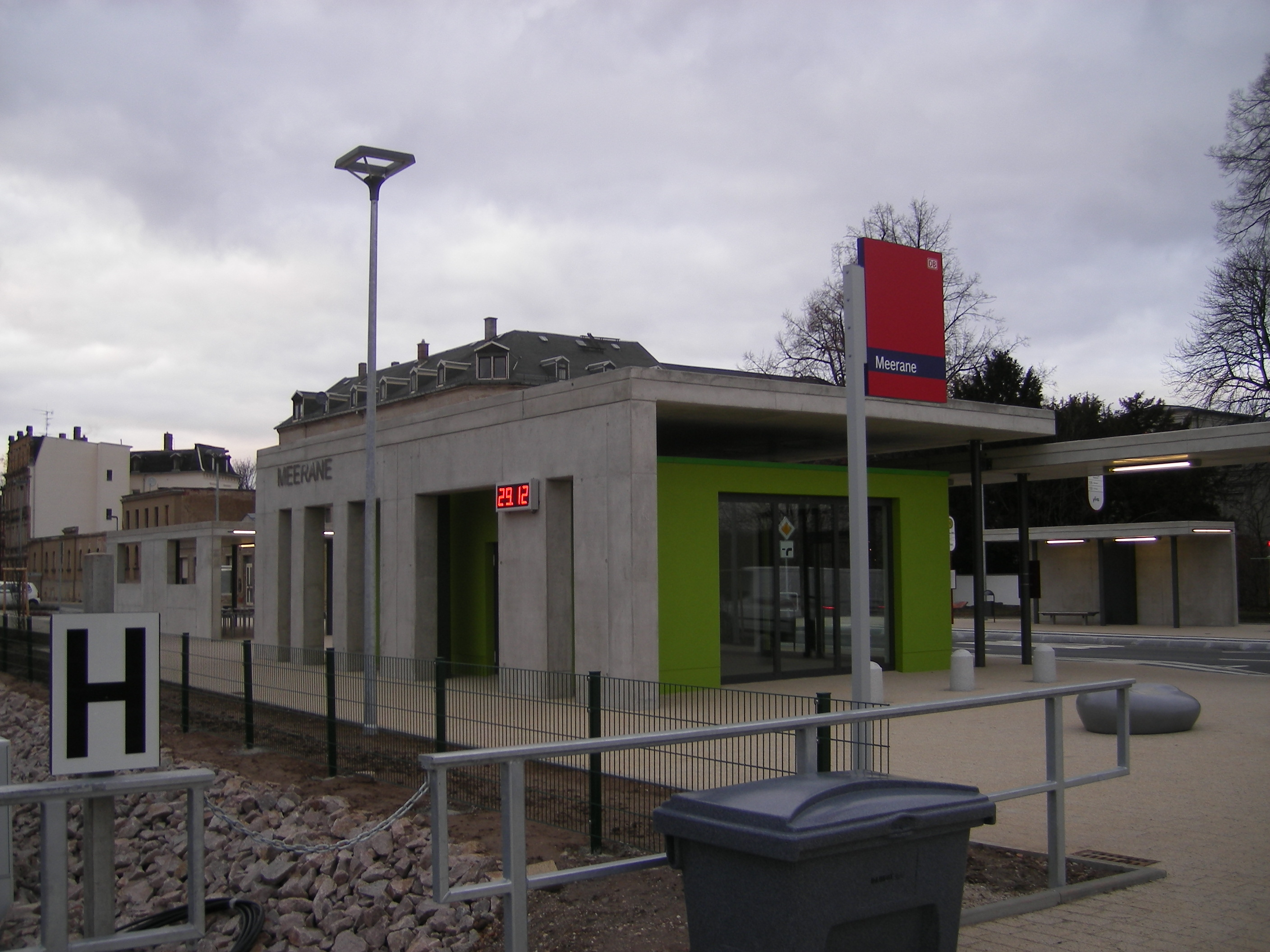
2011 neu erbauter Bahnhof

Die Stadt ist über die südlich verlaufende sechsspurige A 4 mit den Anschlüssen Meerane und Glauchau-West, beide ca. 2 km entfernt, zu erreichen. Die B 93 umgeht die Stadt westlich, während die eigentliche Stadt vor allem von der Staatsstraße S 288 von der B 175 bei Glauchau über Waldsachsen nach Crimmitschau erschlossen wird. Nachrangige Straßen führen nach Ponitz, Gößnitz und Remse.
Meerane liegt an der Bahnstrecke Glauchau-Schönbörnchen–Gößnitz, die ihrerseits Teil der sogenannten Mitte-Deutschland-Verbindung ist. Einzige Zugangsstelle im Bahnverkehr ist der Bahnhof Meerane, der seit der Einstellung des Güterverkehrs im Jahr 2000 nur noch dem Personenverkehr dient. Mit Regionalexpresszügen bestehen im Jahr 2012 direkte Verbindungen nach Glauchau sowie nach Göttingen über Jena und Erfurt, darüber hinaus verkehren Regionalbahnen nach Glauchau und Gößnitz. Die Stadt liegt im Verkehrsverbund Mittelsachsen.

### Ansässige Unternehmen

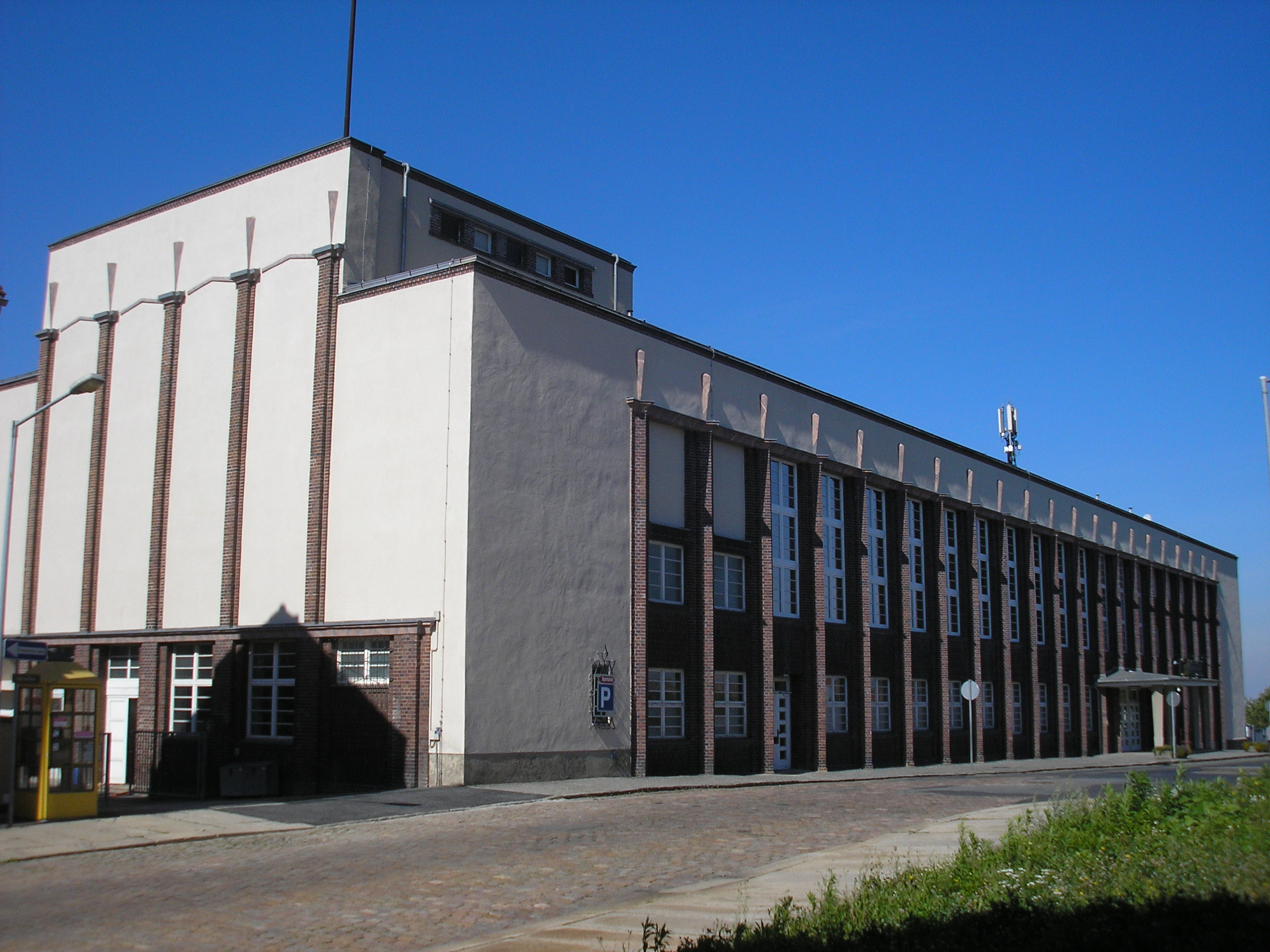
Die Stadthalle in Stilformen des Expressionismus.

Da Meerane einst ein wichtiger Standort der Textilindustrie war, waren verwandte Industriebetriebe wie Färbereien, Gerbereien und Maschinenfabriken hier ebenfalls angesiedelt.
Bis zur Einstellung der Produktion 1991 wurde im VEB IFA Karosseriewerke Meerane (auch „Meeraner Karosseriewerk“, MEKAWE) die Karosserie des Trabant 600, 601 Universal („Kombi“) und Kübel gefertigt. Die Wurzeln des Karosseriebaus in Meerane liegen bei der Firma Hornig & Co, die am 13. August 1869 als Stellmacherei gegründet wurde und bis zur Enteignung 1946 u. a. Karosserien für DKW, Horch und Audi herstellte.
Bis zur Auflösung 1990 war Meerane zudem der Sitz des Kombinats Wolle und Seide. In diesem Kombinat war ein großer Teil der Textilindustrie der DDR zusammengeschlossen.
Im Meeraner Wirtschaftszentrum Süd-West sind heute viele Unternehmen aus dem Automobilsektor vorhanden. Diese nutzen die Nähe zum nahegelegenen Volkswagen-Werk in Zwickau-Mosel. Ansässige Unternehmen sind z. B.:
- Brose Fahrzeugteile
- Samvardhana Motherson Peguform – Werk Meerane
- SEW-Eurodrive
- Meeraner Dampfkesselbau
- Borsig ZM Compression

Ebenfalls in Meerane ansässig ist der Pharma-Großhandel Alliance Healthcare.
In der Ifo-Studie „Die Wohnortwahl privater Haushalte und die Bewertung lokaler Standortfaktoren in den sächsischen Gemeinden“ (2008) belegte Meerane den 14. Platz aller 505 Gemeinden Sachsens. 14 Faktoren hat das Ifo-Institut der Beurteilung zugrunde gelegt, dazu zählen u. a. Einzelhandel, Arbeitslosigkeit, Erholungsfläche, Krankenhäuser, Ärztequote, öffentliche Sicherheit, verkehrliche Lage und öffentlicher Nahverkehr.

### Bildung
Meerane hatte schon in der ersten Hälfte des 20. Jahrhunderts eine Gewerbeschule.
In Meerane gibt es mit der Friedrich-Engels-Schule, der Lindenschule und der Evangelischen Grundschule St. Martin drei Grundschulen, mit der staatlichen Tännichtschule und der privat getragenen Internationalen Oberschule Meerane zwei Oberschulen und das Europäische Gymnasium „Johann Heinrich Pestalozzi“. Ferner existieren zwei Förderschulen und ein berufliches Schulzentrum für Wirtschaft und Sozialwesen.

## Persönlichkeiten

### Söhne und Töchter der Stadt

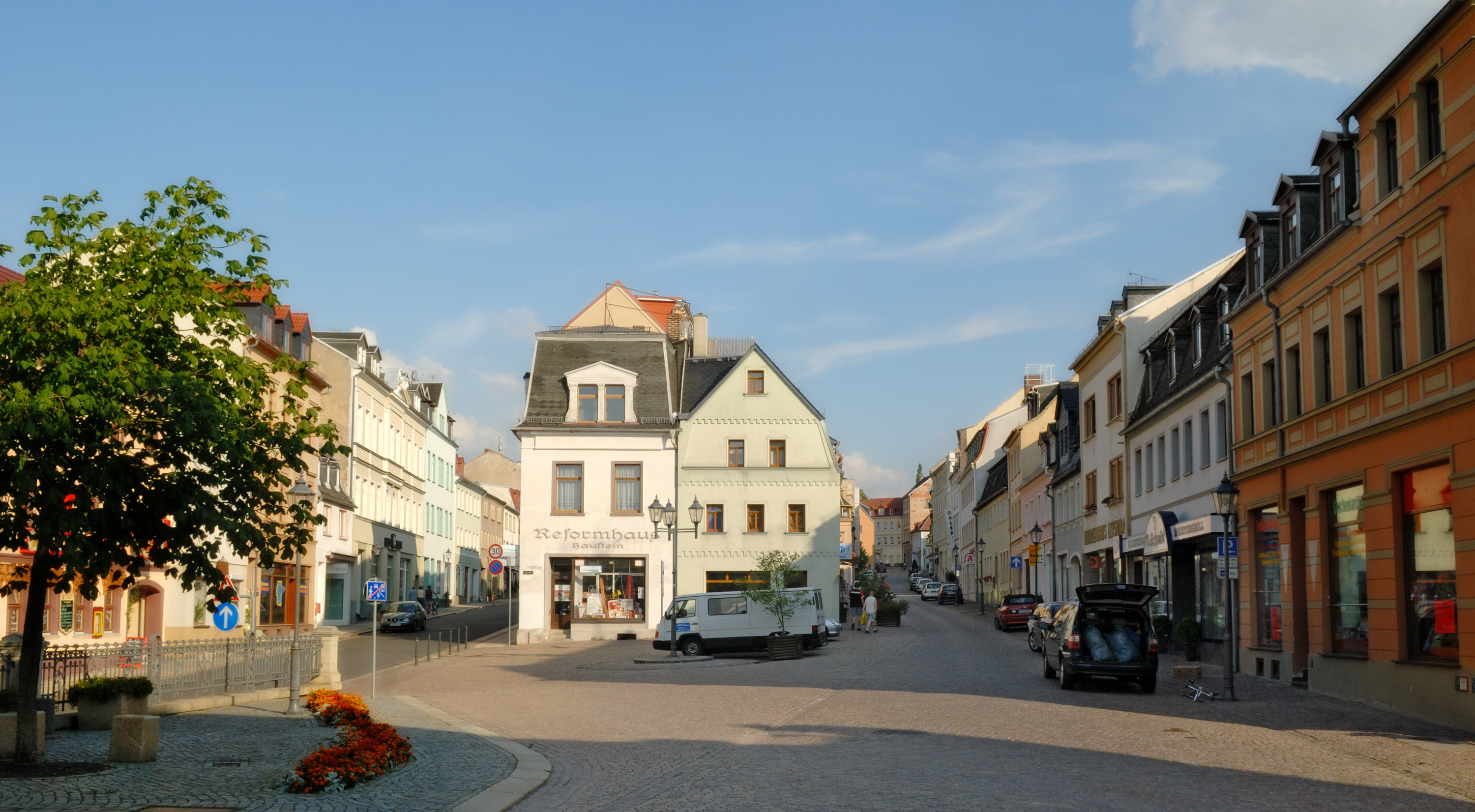
Neumarkt

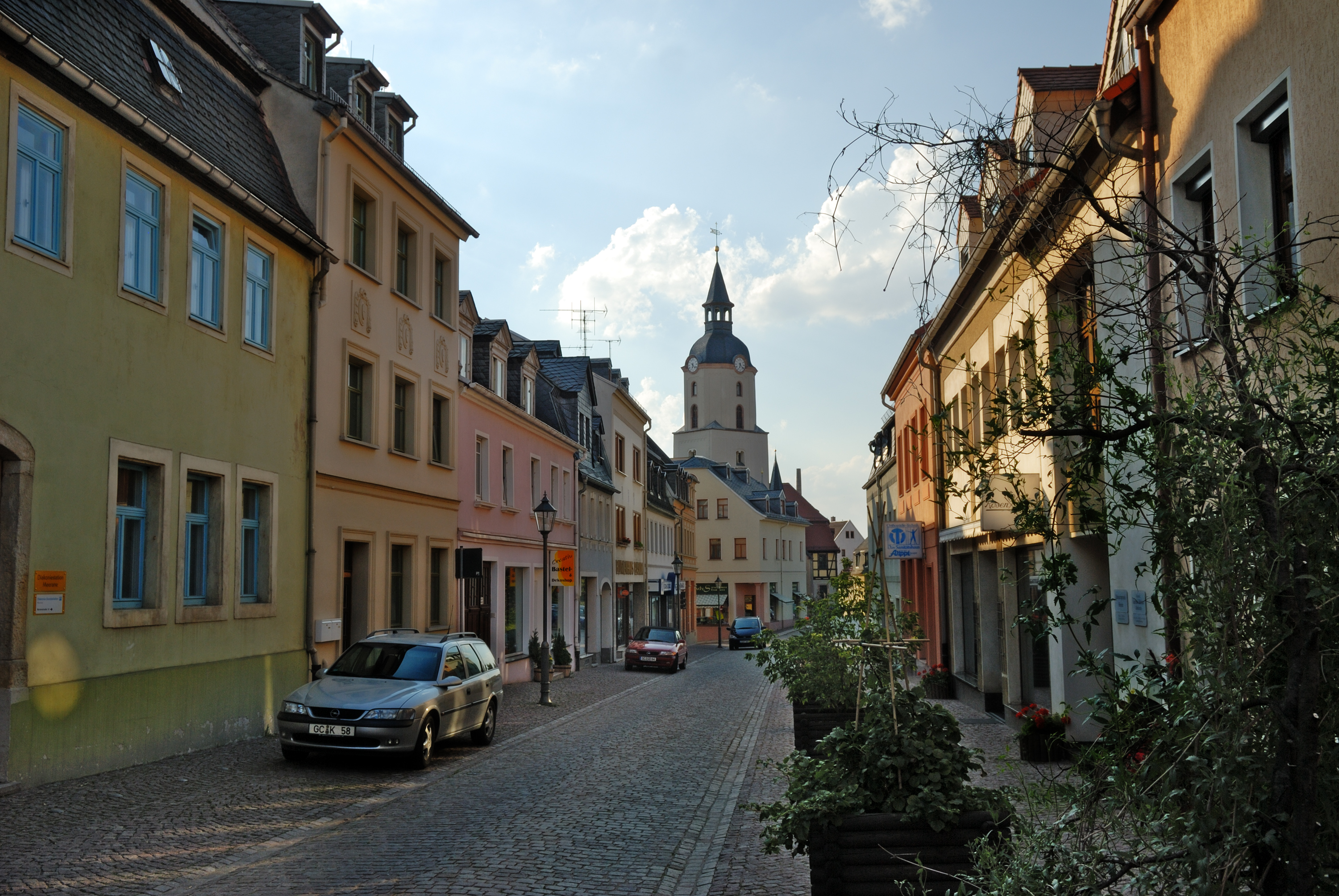
Marienstraße

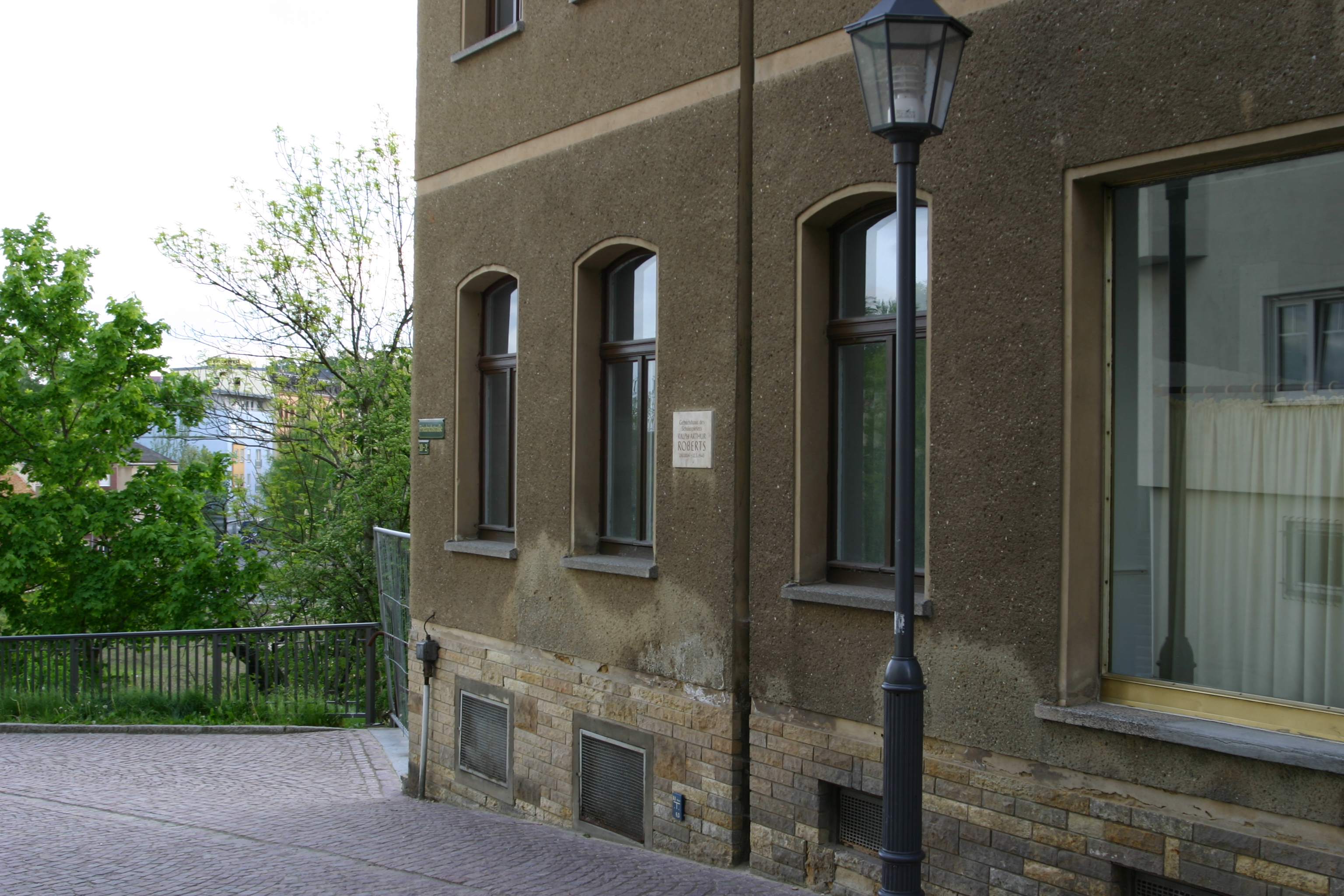
Geburtshaus des Schauspielers Ralph Arthur Roberts

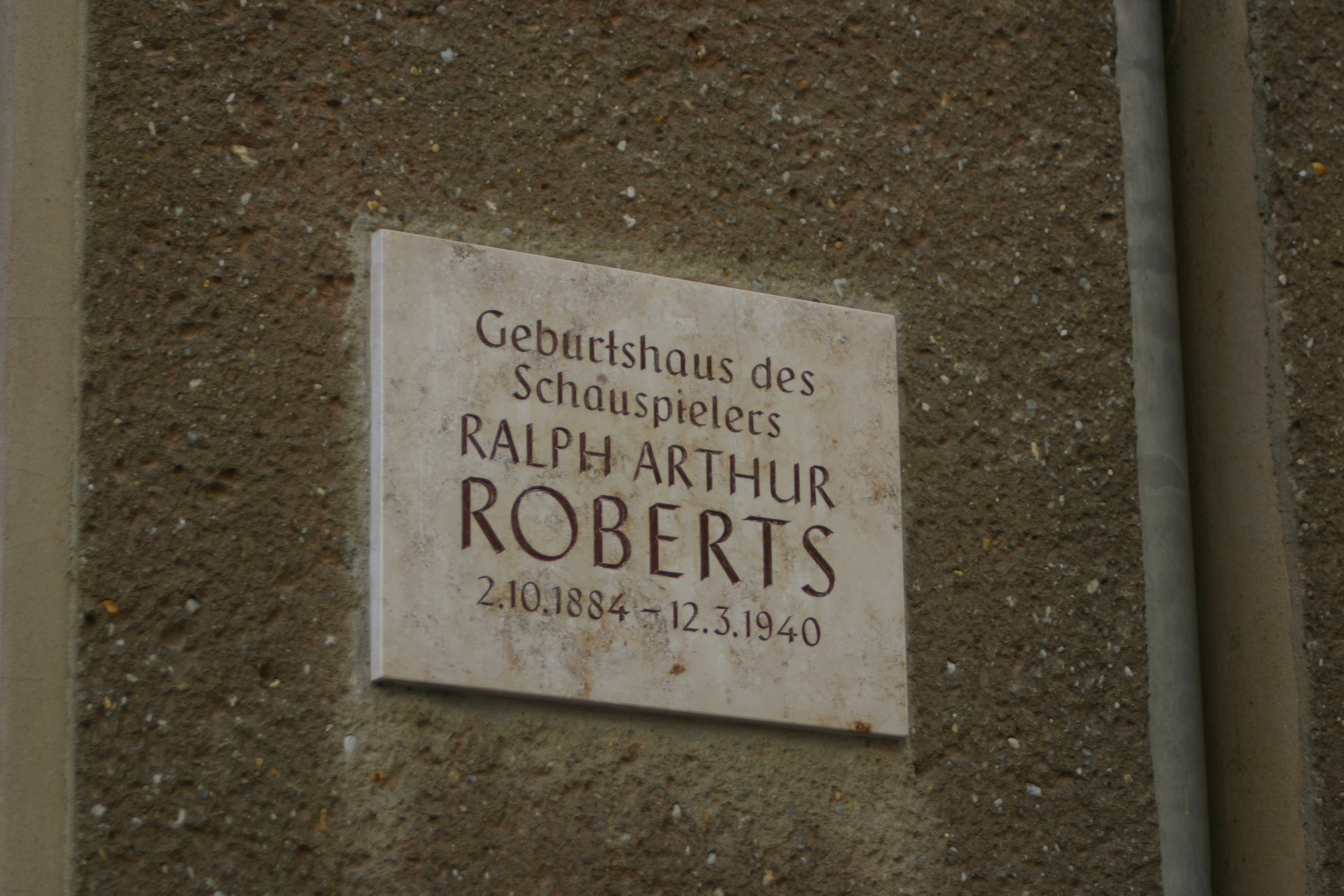
Gedenktafel am Geburtshaus des Schauspielers Ralph Arthur Roberts

- Christian Ernst Friederici (1709–1780), Orgelbauer
- Christian Gottlieb Seydlitz (1730–1808), Physiker und Logiker
- Franz Ludwig Oehmig (1829–1902), Unternehmer und konservativer Politiker, MdL (Königreich Sachsen)
- Eduard Reinhold (1836–1900), Politiker (Nationalliberale), Mitglied der 2. Kammer des Sächsischen Landtags
- Carl Wilhelm Wunderlich (1839–1893), Unternehmer
- Christian Leopold (1846–1911), einer der bedeutendsten deutschen Gynäkologen Ende des 19. Jahrhunderts
- Martin Fürchtegott Grübler (1851–1935), Maschinenbauingenieur
- Emil Vetterlein (1856–1934), deutscher Gewerkschaftsfunktionär und Politiker (SPD, USPD)
- Moritz Röbbecke (1857–1916), Maler und Kopist
- Albert Posern (1864–1945), Unternehmer und Politiker, MdL (Königreich und Freistaat Sachsen)
- Kurt Ehrenfried Geucke (1864–1941), Schriftsteller und Dichter, Ehrenbürger der Stadt Meerane
- Friedrich Jeremias (1868–1945), evangelischer Theologe, Propst in Jerusalem
- Ernst Trömner (1868–1930), Neurologe
- Eduard Wagner (1868–1943), Politiker (Deutschkonservative, DNVP), Mitglied des Reichstags
- Karl Ebert (1869–1948), Verwaltungsjurist und Chefpräsident des Landesfinanzamtes Leipzig
- Paul Kiß (1871–1947), deutscher Journalist und Politiker (SPD, USPD), Mitglied des Thüringer Volksrats und Landtags
- Ewald Bilz (1872–1941), Verleger
- Max Hoffmann (1872–1958), Gewerkschafter und Politiker (SPD), Abgeordneter im Preußischen Landtag
- Gertrud Elisabeth Geissler (1875–1951), Malerin
- Alfred Bilz (1877–1939), Naturheilkundler und Verleger
- Franz Schob (1877–1942), Nervenarzt und Psychiater
- Hildegard Stolle (1880–1936), Konzertsängerin und Pianistin
- Clara Jungmittag (1881–1961), Politikerin (SPD), Mitglied der Bremischen Bürgerschaft
- Friedel Stolle (1883–1963), Schauspielerin
- Ralph Arthur Roberts (1884–1940), Schauspieler, Regisseur, Schriftsteller, Komponist
- Edwin Morgner (1884–1943), Mitbegründer der KPD
- Hans Neumerkel (1886–1946), Reichsgerichtsrat
- Albert Götze (1887–1967), Geschäftsführer (GEWOBA), Gewerkschafter, Politiker (USPD, SPD), Mitglied der Bremischen Bürgerschaft
- Erich Knauf (1895–1944), Journalist, Schriftsteller und Politiker (USPD)
- Otto Griebel (1895–1972), Maler und Grafiker
- Horst Henschel (1899–1945), Volksschullehrer und Heimatforscher
- Werner Bochmann (1900–1993), Komponist (Der Theodor im Fußballtor), Filmmusiken (Die Feuerzangenbowle; Quax, der Bruchpilot)
- Werner Böhme (1902–1973), Mediziner und Hochschullehrer (NSDAP)
- Herbert Grundmann (1902–1970), Historiker
- Franz Büchner (1902–1988), Jurist und Versicherungshistoriker
- Helmut R. Külz (1903–1985), Jurist, Senats- und Vizepräsident des Bundesverwaltungsgerichts
- Paul Arthur Rabe (1903–1976), Politiker (NSDAP) und SA-Führer
- Johannes Brauer (1905–1992), Maler, Grafiker und Plastiker
- Richard Hofmann (1906–1983), Fußballspieler vom Dresdner SC und Nationalspieler
- Doris Rücker (1909–1986), Bildhauerin
- Georg König (1911–1999), deutscher SS-Hauptscharführer
- Richard Bein (1920–2003), Oberst und Hauptabteilungsleiter im Ministerium für Staatssicherheit der DDR
- Gerhard Kießling (1922–2017), Eishockey-Spieler und -Bundestrainer
- Werner Ruhner (1922–1999), Illustrator
- Heinz Beck (1923–1988), Rechtsanwalt und Kunstmäzen
- Günter Ebert (1925–2006), Schriftsteller, Journalist und Literaturkritiker
- Siegfried Bock (1926–2019), Diplomat, Botschafter der DDR in Rumänien und in Jugoslawien
- Siegfried Pfeifer (1926–2021), Pharmazeut und Hochschullehrer
- Horst Bräunlich (1927–2017), Radsportler und Sportredakteur
- Karl Hengst (1928–2014), SED-Funktionär
- Siegfried Jordan (1929–2024), Komponist, Musikredakteur
- Roland Dressel (1932–2021), Kameramann
- Gotthard Erler (* 1933), Verleger und Theodor Fontane-Forscher
- Wolfgang Puschmann (1933–2008), Zoologe
- Herbert M. (1933–2019), Serienmörder
- Hans-Joachim Schmiedel (* 1934), Schauspieler
- Wolfgang Eckert (* 1935), Schriftsteller
- Wolfgang Leibnitz (* 1936), Pianist
- Christoph Magirius (* 1937), lutherischer Pfarrer und ehemaliger Superintendent, Ehrenbürger der Stadt Chemnitz
- Jürgen Schieferdecker (1937–2018), Grafiker, Maler und Objektkünstler
- Werner Krauß (* 1938), Fußballer
- Lothar Metz (1939–2021), Ringer, Olympiasieger 1968
- Hilmar Zill (1940–2022), Grafiker und Briefmarkenkünstler
- Karl-Heinz Freiberger (1941–1992), Hockeyspieler, Teilnehmer an den Olympischen Spielen in Tokio 1964 und Mexiko 1968, erhielt vom Welthockeyverband die Auszeichnung Bester Stürmer der Welt und Verdienter Meister des Sports
- Wolfram Schneider (1942–2022), Bildhauer und Graphiker
- Bernd Wilz (* 1942), Politiker (CDU), ehemaliger Staatssekretär beim Bundesminister der Verteidigung
- Klaus-Jürgen Matthes (* 1945), Ingenieur und Hochschullehrer, Rektor der TU Chemnitz
- Wilfried Erler (* 1946), Fußballspieler und -trainer
- Frank Träger (1948–2022), Physiker
- Klaus Mattes (* 1956), Sportwissenschaftler und Hochschullehrer
- Heidrun Dittrich (* 1958), Politikerin (Die Linke), MdB
- Andreas Gerold (* 1963), Politiker (AfD), MdL
- Jens Müller – Tasso (* 1966), Graffiti-Künstler
- Claudia Mahnke (* 1967), deutsche Opernsängerin (Mezzosopran)
- Stefan Kanis (* 1968), Hörspiel- und Featureregisseur
- Ulf Bandiko (* 1969), Verwaltungsjurist und politischer Beamter
- Griseldis Wenner (* 1970), Schauspielerin und Moderatorin (ARD-Boulevardmagazin Brisant )
- Rüdiger May (* 1974), Boxer, EU-Meister 2003
- Marek Arnold (* 1974), Saxophonist, Keyboarder, Klarinettist, Komponist, Musikpädagoge und Produzent
- Hans-Georg Müller (* 1976), Sprachwissenschaftler und Germanist
- Ingo Hertzsch (* 1977), Fußballspieler vom Hamburger SV und ehemaliger Nationalspieler
- Annett Böhm (* 1980), Judoka, olympische Bronzemedaillengewinnerin 2004
- Matthias Ecke (* 1983), Politiker (SPD), Abgeordneter im Europäischen Parlament
- Martin Kiefer (* 1983), Filmschauspieler und Mitglied der deutschen Filmakademie
- Elisabeth Fügemann (* 1985), Improvisationsmusikerin
- André Haber (* 1986), Handballtrainer
- David Brückner (* 1988), Filmregisseur, Filmeditor, Kameramann, Schauspieler und Produzent
- Miriam Wagner (* 1989), Bobfahrerin

### Persönlichkeiten, die vor Ort gewirkt haben
- August Bebel (1840–1913), Reichstagsabgeordneter (SPD) im Wahlkreis Meerane-Glauchau von 1867 bis 1877
- Friedrich Eduard Bilz (1842–1922), Naturheilkundler, Erfinder des Getränks „Bilz-Brause“ (heute Sinalco)
- Ernst Ebeling (1859–1932), Bürgermeister von Meerane bis 1889
- Wilhelm Külz (1875–1948), stellvertretender Bürgermeister 1903, Mitbegründer und Vorsitzender der LDP 1945–1948
- Jürgen Martens (* 1959), Politiker (FDP), Sächsischer Staatsminister für Justiz und Europa
- Paul Rüdiger († 1941), Erster Bürgermeister/Oberbürgermeister 1915–1941